# Antonio Alberti (politico 1929)
Antonio Alberti (Catanzaro, 18 settembre 1929 – Firenze, 28 gennaio 2000) è stato un politico italiano.
È stato un senatore della sinistra indipendente dal 1983 al 1992.